# Alonsoa peduncularis
Alonsoa peduncularis là một loài thực vật có hoa trong họ Huyền sâm. Loài này được (Kuntze) Wettst. mô tả khoa học đầu tiên năm 1891.